# Desa Cikadongdong (administrativ by i Indonesien, Banten, lat -6,70, long 105,91)
Desa Cikadongdong är en administrativ by i Indonesien.   Den ligger i provinsen Banten, i den västra delen av landet, 120 km sydväst om huvudstaden Jakarta.